# Highly Cited Researchers
Highly Cited Researchers (HCR, Высокоцитируемые учёные (исследователи)) — список влиятельных высокоцитируемых учёных, публикуемый в настоящее время компанией Clarivate, до 2016 года публиковался Thomson Reuters, а первоначально — ISI. Ныне публикуется ежегодно.
Формируется по Web of Science, рассчитываемый по методологии Института научной информации (Institute for Scientific Information, ISI).
Впервые выпущен в 2001 году, отобранный Институтом научной информации, включив около полутысячи наиболее цитируемых учёных за 20 лет.
Первое место по количеству учёных в нём занимают США, в 2019 году Китай обошёл Великобританию и занял второе место, а среди заведений лидирует Гарвардский университет. В 2019 году в список вошли 6216 исследователей (6009 уникальных) из почти 60 стран.
В списке 2020 года — 6167 исследователей (уникальных, не повторяющихся) из более чем 60 стран и регионов (у США — 41,5 % списка, КНР — 12,1 %). Среди заведений сразу за Гарвардом следует Китайская АН.
В списке 2021 года — 6602 исследователя из более чем 70 стран мира. У США — 39,7 % списка, КНР — 14,2 %. На третьем месте Великобритания (7,5 %), далее следуют Австралия, Германия, Нидерланды, Канада, Франция, Испания, Швейцария (соотв. 5, 5, 3,1, 3 и далее менее трех процентов). Из первой десятки наиболее цитируемых институций - шесть из США, возглавляет её Гарвард.
Попадание в список считается престижным отличием. В него также входят учёные так называемого «нобелевского класса» — Clarivate Citation Laureates.
Список используется в качестве индикатора в Академическом рейтинге университетов мира (ARWU).